# Episodi di Pinky, Elmyra & the Brain
Gli episodi della serie animata Pinky, Elmyra & the Brain, composta da 13 episodi, è stata trasmessa sul canale statunitense The WB dal 19 settembre 1998 – 10 aprile 1999. In Italia la serie è stata trasmessa su Rai 2 dal 30 agosto al 15 settembre 2004.
| nº | Titolo originale                  | Titolo italiano                    | Prima TV USA      | Prima Tv Italia   |
| -- | --------------------------------- | ---------------------------------- | ----------------- | ----------------- |
| 1  | Patty Ann                         | Patty Ann                          | 19 settembre 1998 | 5 giugno 2006     |
| 1  | Gee, Your Hair Spells Terrific    | Concorso di ortografia             | 19 settembre 1998 | 5 giugno 2006     |
| 2  | Cute Little Alienhead             | Caruccia testolina d'alieno        | 26 settembre 1998 | 2 settembre 2004  |
| 2  | Better Living Through Cheese      | Si vive meglio grazie al formaggio | 26 settembre 1998 | 2 settembre 2004  |
| 3  | My Fair Brainy!                   | My Fair Prof                       | 3 ottobre 1998    | 30 agosto 2004    |
| 3  | The Cat That Cried Woof!          | The Cat That Cried Woof!           | 3 ottobre 1998    | 30 agosto 2004    |
| 4  | The Girl with Nothing Extra       | Una bimba popolare                 | 7 novembre 1998   | 3 settembre 2004  |
| 4  | Narfily Ever After                | Nacchiamente felici e contenti     | 7 novembre 1998   | 3 settembre 2004  |
| 5  | The Icky Mouse Club               | Il club del topo                   | 21 novembre 1998  | 31 agosto 2004    |
| 5  | The Man from W.A.S.H.I.N.G.T.O.N. | L'uomo di Washington               | 21 novembre 1998  | 31 agosto 2004    |
| 6  | Yule Be Sorry                     | La strenna natalizia di Prof       | 12 dicembre 1998  | 1 settembre 2004  |
| 6  | How I Spent My Weekend            | Come ho trascorso il mio weekend   | 12 dicembre 1998  | 1 settembre 2004  |
| 7  | At the Hop!                       | Al ballo                           | 16 gennaio 1999   | 6 settembre 2004  |
| 7  | Pinky's Dream House               | La casa dei sogni di Mignolo       | 23 gennaio 1999   | 6 settembre 2004  |
| 8  | The Ravin!                        | La trappola                        | 30 gennaio 1999   | 9 settembre 2004  |
| 8  | Elmyra's Music Video              |                                    | [ 1 ]             |                   |
| 8  | Squeeze Play                      | Ora si gioca                       | 6 febbraio 1999   | 9 settembre 2004  |
| 9  | Wag the Mouse                     | Topi e potere                      | 13 febbraio 1999  | 7 settembre 2004  |
| 9  | A Walk in the Park                | Una gita al luna park              | 20 febbraio 1999  | 7 settembre 2004  |
| 10 | Teleport a Friend                 | Teletrasporta un amico             | 27 febbraio 1999  | 8 settembre 2004  |
| 11 | Mr. Doctor                        | Signor dottore                     | 6 marzo 1999      | 10 settembre 2004 |
| 11 | That's Edutainment!               | Istruttenimento                    | 13 marzo 1999     | 10 settembre 2004 |
| 12 | Fun, Time, and Space              | Spasso, tempo e spazio             | 20 marzo 1999     | 4 giugno 2005     |
| 12 | Hooray for Meat                   | Viva la ciccia                     | 27 marzo 1999     | 4 giugno 2005     |
| 13 | Party Night                       | Serata di festa                    | 3 aprile 1999     | 11 giugno 2005    |
| 13 | The Mask of Braino                | La maschera di Proffo              | 10 aprile 1999    | 11 giugno 2005    |